# 中村司
中村 司（なかむら つかさ、1965年 - ）は、日本のサッカー選手、指導者。

## 経歴
1965年生まれ。岩手県岩手郡岩手町で生まれ育ち、沼宮内中学校から盛岡商業高校に進学して頭角を現し、日本ユース代表、第61回全国高校サッカー選手権大会で優秀選手に選出された。
高校卒業後、日立製作所サッカー部に入団したが、家庭の事情により引退し帰省した。
仕事の傍ら地元のサッカークラブや国体の選手として活躍し、現役引退後は2002年から2021年まで盛岡商業高校サッカー部のコーチを務めた。
息子は藤枝順心高校監督の中村翔、娘はサンフレッチェ広島レジーナの中村楓。
2002年から2008年まで柏レイソル盛岡のコーチを務め、2009年にRENUOVENS OGASA FOOTBALLCLUBの代表となり指導にあたる。2016年に岩手国体で少年男子岩手県代表チームの監督を務めた。